# Сражение при Биг-Хоул
Сражение при Биг-Хоул (англ. Battle of the Big Hole) — произошло в Монтане 9—10 августа 1877 года между армией США и индейским племенем не-персе в ходе так называемой «войны не-персе». Обе стороны понесли тяжёлые потери. Не-персе отбили неожиданную атаку неприятеля, блокировали его, организованно отступили с поля боя и продолжили движение в сторону Канады.

## Предыстория
После сражения при Клируотер вожди не-персе решили совершить длинный марш, чтобы уйти от солдат генерала Оливера Ховарда. Они ушли из Айдахо в Монтану через перевал Лоло. После короткой перестрелки у Форт-Физзл 28 июля они вошли в долину Биттерут и двинулись на юг. Предполагается, что Вождь Джозеф передал командование вождю Зеркало. Тот убедил белых жителей долины, что не-персе пройдут через долину без всякого насилия. Так и произошло. Индейцы покупали продовольствие у белых или обменивали его.
Зеркало уверил индейцев, что генерал Ховард остался далеко позади, а жители Монтаны не собираются с ними воевать. Поэтому они двигались неторопливо, без серьёзных военных приготовлений, не высылая разведчиков и не расставляя пикеты у лагерей. Они миновали Битеррутскую равнину, перешли горный хребет и встали лагерем в низине Биг-Хоул. В племени было всего 750 человек, из них 200 — воины.
Между тем полковник Джон Гиббон получил от Оливера Ховарда телеграмму с просьбой перехватить индейцев. Гиббон вышел из форта Шоу с отрядом в 161 человек при одной гаубице. Двигаясь по следам не-персе, он набрал 45 волонтеров в Биттеррутской долине. 8 августа Гиббон обнаружил лагерь индейцев у Биг-Хоул. Ночью он направил свой отряд к лагерю, оставив 12-фунтовую гаубицу и обоз позади под охраной 20 человек. Он приказал не начинать переговоров и не брать пленных, ибо пришёл, чтобы уничтожить не-персе.

## Сражение
Гиббон подошёл к лагерю индейцев с северо-запада. Теперь лагерь, состоящий из 89 типи, находился за заболоченной рекой Биг-Хоул. Выйдя к реке на рассвете, люди Гиббона встретили старого индейца и убили его. Солдаты перешли реку и открыли огонь по индейским типи. Почти все индейцы спали в это время. Они были застигнуты врасплох и побежали в разные стороны. Люди Гиббона стреляли без разбора по мужчинам, женщинам и детям — хотя некоторые женщины были вооружены и стреляли в ответ. Однако, в самом начале перестрелки был убит Джеймс Бредли, командир левого крыла. Оставшись без командования, его люди не стали продолжать атаку, и оставили северную часть лагеря, позволив не-персе собраться и организоваться.
Гиббон остановил своих людей, чтобы не распылять силы и приказал сжечь типи. Это оказалось не так просто, и индейцы успели перегруппироваться. Солдаты слышали голоса вождей Белая Птица и Зеркало, созывающие людей. Небольшая часть индейцев, сумевшая бежать из лагеря с оружием, заняла скрытные позиции и открыла снайперский ответный огонь. Пуля попала в лошадь Гиббона и в ногу самому полковнику. Ещё несколько солдат были убиты.
Уже через 20 минут после штурма лагеря Гиббон осознал, что оказался на невыгодной позиции в сложном положении и приказал отступить назад через реку, к лесу, до которого было 300 или 400 метров. На окраине леса солдаты вырыли стрелковые ячейки и возвели укрепления из камней и бревен. В этот момент несколько южнее их позиции появилась гаубица. Она успела сделать два или три выстрела по индейцам, но у неё не было серьёзного прикрытия, а люди Гиббона были слишком далеко. Индейцы почти сразу открыли огонь по прислуге орудия и большую часть убили или ранили. Уцелевшие бросили орудие, успев его заклепать.
Гиббон боялся, что индейцы серьёзно превосходят его численно и могут обойти его позицию, но сражение переросло в снайперскую дуэль между 60 индейцами, которыми командовал Оллокот, и солдатами Гиббона. Между тем индейцы собрали в лагере своё и брошенное солдатами оружие и боеприпасы. В одном месте индейцы прекратили стрельбу и попробовали с помощью огня заставить солдат отступить, но ветер внезапно переменился и отступать пришлось им самим. В тот день индейцы продолжали перестрелку, в то время как женщины собрали лагерь и лошадей и ушли на юг, пройдя 18 миль до Лейк-Крик, где и встали укрепленным лагерем.
Ночью Гиббон столкнулся с серьёзными проблемами. Его люди оказались совсем без еды и воды, при большом количестве раненых. Немного воды удалось достать добровольцам, которые прокрались сквозь пикеты индейцев. Некоторые волонтеры из гражданских сочли за лучшее уйти. Гиббон послал гонцов на поиски генерала Ховарда, чтобы попросить его немедленно идти на помощь. На следующий день, 10 августа, 20 или 30 индейских стрелков целый день удерживали солдат в их укрытиях. Ночью индейцы ушли, оставив Гиббона и его солдат одних на поле боя. Только на следующее утро отряд Гиббона был обнаружен авангардом Ховарда (29 всадников и 17 разведчиков), который прошёл 71 милю за день и ночь.

## Потери
Сражение дорого обошлось обеим сторонам. У Гиббона не оставалось сил для преследования индейцев. Он потерял 29 человек убитыми (23 солдата и 6 волонтеров) и 40 ранеными (36 солдат и 4 волонтера), причем двое раненых позже умерли. Потери достигли примерно 30 % его отряда. Потери не-персе точно неизвестны. Предположительно, они потеряли 70 или 90 человек, из них 33 были воины. Вождь Жёлтый Волк утверждал, что только «12 воинов, но лучшие из нас» погибли в том сражении. Были ранены жены вождей Джозефа и Оллокота.

## Последствия
Внезапное нападение Гиббона сказалось на престиже Зеркала. Он уверял индейцев, что в Монтане они в полной безопасности, а в итоге в сражении пострадала почти каждая семья. Зеркало остался военным вождем, но общее руководство стало переходить к Джозефу.
Не-персе в этом бою понесли первые тяжёлые потери, которые снизили их боевую мощь. Они предполагали что, покинув Айдахо, они ушли от войны и теперь могут жить в мире. Теперь они пришли к пониманию, что все белые являются их врагами, и американская армия готова уничтожить весь их народ. Война продолжалась, Ховард начал преследование индейцев, которые отступали к Йеллоустонскому парку. 20 августа произошло ещё одно сражение — при Камас-Мидоуз.
Поле сражения сохраняется как «Big Hole National Battlefield», являясь частью Национально-исторического парка Не-персе.